# Stepping Out (1991)
Stepping Out (bra: O Despertar do Sucesso ou Stepping Out - O Despertar do Sucesso) é um filme de comédia musical estadunidense de 1991 dirigido por Lewis Gilbert, escrito por Richard Harris (baseado em sua peça de 1984 Stepping Out) e estrelado por Liza Minnelli.
A maioria dos atores são artistas de nível Broadway, vários dos quais ganharam o Tony Award, incluindo Minnelli, Jane Krakowski, Andrea Martin, Bill Irwin e Ellen Greene (indicada). Shelley Winters e Minnelli são vencedoras do Oscar, e Walters também foi indicada ao Oscar, além de ser vencedora do BAFTA e do Globo de Ouro. Carol Woods foi a única membro do elenco da Broadway a aparecer no filme.

## Enredo
Mavis Turner ministra aulas de sapateado em um porão de uma igreja em Buffalo, Nova York. Um dia, sonhou em ser uma estrela da Broadway, mas agora luta para chegar ao fim do mês, enquanto enfrenta problemas em seu relacionamento com um namorado músico frustrado com a carreira.
Acompanhada pela desanimada Sra. Fraser ao piano, Mavis tenta ensinar sapateado a um grupo de mulheres coloridas e a um único homem, o tímido Geoffrey. Inicialmente, poucos sabem que uma das mulheres, Andi, busca uma forma de escapar de um marido abusivo. Outras, com diversas personalidades extrovertidas, frequentam a aula apenas para seu próprio divertimento, às vezes se incomodando umas com as outras.
Preocupada com dinheiro e com a continuidade das aulas, Mavis descobre a existência de uma competição de talentos e convence o grupo a participar. Enquanto lidam com seus problemas pessoais, as "Mavis Turner Tappers" acabam realizando uma performance glamorosa e brilhante no palco, imperfeita, mas gratificante para todos.

## Elenco
- Liza Minnelli como Mavis Turner
- Bill Irwin como Geoffrey
- Ellen Greene como Maxine
- Robyn Stevan como Sylvia
- Jane Krakowski como Lynne
- Sheila McCarthy como Andi
- Andrea Martin como Dorothy
- Julie Walters como Vera
- Carol Woods como Rose
- Shelley Winters como Mrs. Glenda Fraser
- Luke Reilly como Patrick
- Nora Dunn como Pam
- Eugene Robert Glazer como Frank
- Géza Kovács como Jerry
- Raymond Rickman como Alan

## Diferenças entre a peça e o filme
O cenário da peça foi transferido de um bairro de classe trabalhadora do norte de Londres para a igualmente trabalhadora Buffalo, Nova Iorque. A história de Mavis foi ampliada para permitir que ela tivesse a chance de cantar mais (na peça, seu papel era equivalente ao das alunas).
As personalidades das alunas são geralmente as mesmas no palco e na tela, com pequenas mudanças. Por exemplo, Rose inicialmente era de Trindade e Tobago, uma importante população de imigrantes em Londres. Qualquer personagem fora da classe é uma adição para o filme, assim como qualquer cena fora da sala de aula e o número de produção final.
John Kander e Fred Ebb escreveram uma nova música para o filme, a música-título, que é apresentada no final do filme, no qual o grupo antes desajeitado se revela agora como artistas polidos.

## Recepção crítica
Ao revisar o filme para o The New York Times, o crítico Stephen Holden escreveu: "Porque a adaptação do filme foi concebida como um veículo estrelado para a Sra. Minnelli, a atriz recebeu duas performances de dança solo, coreografadas por Danny Daniels, além de suas tarefas de atuação. Ambas as apresentações colocam o filme, que nunca é particularmente convincente, no reino da pura fantasia do show business, permitindo à estrela demonstrar real brilho como artista de vaudeville moderna. O número final... é uma canção nova e atraente de John Kander e Fred Ebb. Ela coloca a cereja no bolo de um filme que é o equivalente contemporâneo de uma divertida correria 'vamos fazer um show' de Mickey Rooney e Judy Garland, temperada com um toque de 'A Chorus Line'."
Variety, em sua análise de 1991, descreveu o filme: "É Liza como você a ama em Stepping Out, um aquecedor modesto sobre um grupo de dançarinos amadores suburbanos se juntando para uma apresentação de dança beneficente. Este frágil item de conjunto frequentemente range sob o brilho de Minnelli, mas os resultados são suficientemente agradáveis."
Roger Ebert disse: "[A peça de teatro] tinha mais dança e era geralmente mais envolvente, talvez simplesmente porque estava no palco. Como um filme de canto e dança, ele fala demais. Como um drama, é superficial e preso a uma fórmula."

## Desempenho comercial
Nos anos 1970, após o grande sucesso de seu filme Cabaret, pelo qual ganhou o Oscar de Melhor Atriz, Minnelli estrelou três filmes, Lucky Lady, A Matter of Time e New York, New York, todos fracassados nas bilheteiras. Em 1981, ela coestrelou com Dudley Moore na comédia de sucesso Arthur. Depois disso, em 1988, ela se juntou a Burt Reynolds no filme Rent-a-Cop e novamente com Moore na comédia Arthur 2: On the Rocks, ambos fracassos financeiros.
Originalmente, Stepping Out deveria ser lançado na primavera de 1991 para coincidir com o show de palco de Minnelli em Nova York, Liza: Stepping Out at Radio City, mas devido a uma reestruturação corporativa na Paramount Pictures, a abertura do filme foi adiada para o outono de 1991. Minnelli foi entrevistada em Donahue e The Joan Rivers Show, e ela e o elenco de Stepping Out (menos Ellen Greene e Julie Walters) apareceram no The Sally Jessy Raphael Show para promover o filme. Em 4 de outubro de 1991, Stepping Out estreou oficialmente em apenas um pequeno grupo de cinemas nos Estados Unidos, atraindo assim apenas pequenas audiências. Recebeu críticas decentes, mas devido ao seu lançamento limitado, o filme arrecadou apenas um total de US$ 246.000 e depois foi direto para o vídeo.

## Prêmios
Julie Walters foi indicada a um prêmio de cinema BAFTA na categoria de Melhor Atriz Coadjuvante.

## Trilha sonora
A trilha sonora original do filme foi lançada pela Milan Records em outubro de 1991. O CD inclui toda a trilha sonora composta por Peter Matz, além de duas canções do filme interpretadas por Liza Minnelli.

### Lista de faixas
- Créditos adaptados do CD Stepping Out, de 1991.[17]

| N.º | Título | Duração |  |
| 1.  | "Stepping Out" | 7:06    |  |
| 2.  | "The Curtain Rises"                                                                                               | 1:50    |  |
| 3.  | "Mean To Me" | 2:26    |  |
| 4.  | "Andy And Geoff"                                                                                                  | 1:13    |  |
| 5.  | "Show Overture" (Paramount Fanfare / Beyond The Blue Horizon / Isn't It Romantic / The Man On The Flying Trapeze) | 1:55    |  |
| 6.  | "Tango Toronto"                                                                                                   | 0:33    |  |
| 7.  | "Broadway Memories"                                                                                               | 1:33    |  |
| 8.  | "Avant Garde" | 0:54    |  |
| 9.  | "Hot Rocks" | 2:25    |  |
| 10. | "Dance Montage"                                                                                                   | 1:07    |  |
| 11. | "Trouble Here" | 0:52    |  |
| 12. | "P.M. Country Blues"                                                                                              | 1:16    |  |
| 13. | "Liza's Dance" | 3:12    |  |
| 14. | "First Lesson" | 0:39    |  |
| 15. | "Mean To Me (Instrumental)"                                                                                       | 1:57    |  |
| 16. | "Buffalo Juke Rock"                                                                                               | 3:22    |  |
| 17. | "Concert: Happy Feet (With Taps)"                                                                                 | 2:23    |  |
| 18. | "Concert: Happy Feet (Without Taps)"                                                                              | 2:27    |  |
| 19. | "Bows / End Credits (Medley)"                                                                                     | 3:53    |  |